# James Weldon Johnson
James Weldon Johnson (ur. 17 czerwca 1871 w Jacksonville, zm. 26 czerwca 1938 w Wiscasset) – amerykański pisarz, poeta i działacz na rzecz praw obywatelskich.

## Życiorys
Johnson urodził się w Jacksonville w stanie Floryda 17 czerwca 1871 roku. Ukończył Clark Atlanta University w Atlancie. Pisał powieści i wiersze. Jest autorem autobiografii. Tworzył wraz z bratem kompozytorem Johnem Rosamondem Johnsonem popularne pieśni, m.in. hymn Lift Every Voice and Sing. Zmarł w Wiscasset 26 czerwca 1938 roku.